# Atle Pettersen
Atle Pettersen (Skien, 5 settembre 1989) è un cantante norvegese.

## Biografia
All'età di 14 anni Atle Pettersen ha preso parte al Melodi Grand Prix Junior 2003 con il brano Hekta på brett, che ha cantato in duetto con Stine Cecilie Hillestad. Nel 2006 ha partecipato al talent show di NRK Kjempesjansen.
Nel 2010 ha preso parte alla seconda edizione della versione norvegese di The X Factor, arrivando in finale e piazzandosi 2º. Il suo singolo di debutto, Light On, ha raggiunto l'8ª posizione della classifica norvegese ed è stato certificato disco d'oro dalla IFPI Norge con oltre 5 000 copie vendute. L'anno successivo è uscito l'album Based on a True Story, che ha fatto il suo ingresso nella classifica nazionale al 3º posto. Sempre nel 2011 ha vinto la settima edizione di Skal vi danse?, versione norvegese di Ballando con le stelle, in coppia con Marianne Sandaker.
Nel 2021 Atle Pettersen ha partecipato all'annuale Melodi Grand Prix, programma di selezione del rappresentante norvegese all'Eurovision Song Contest, con il brano World on Fire. Ha preso nuovamente parte alla competizione due anni dopo con l'inedito Masterpiece.

## Discografia

### Album in studio
- 2011 – Based on a True Story
- 2020 – Tusen juleys

### Singoli
- 2010 – Light On
- 2011 – Shine
- 2011 – Save Me
- 2013 – Make Them Wait
- 2014 – Build a Life
- 2014 – Like Frankie
- 2014 – Julenissen kommer i kveld (con Haddy N'jie)
- 2017 – Number One (con Lisa Ajax)
- 2017 – Misbehave
- 2017 – Usynlig
- 2017 – Se deg igjen
- 2018 – Hipnotisert
- 2019 – Juletid
- 2020 – Bare noen dager til (con Linnea Dale)
- 2021 – World on Fire
- 2021 – Mitt paradis
- 2023 – Masterpiece